# 신흥초등학교 (충남)
신흥초등학교는 대한민국 충청남도 천안시 동남구에 있는 공립 초등학교이다.

## 학교 연혁
- 2003년 3월 13일: 설립인가
- 2007년 3월 1일: 개교
- 2008년 3월 1일: 16학급 편성
- 2009년 3월 1일: 18학급 편성, 병설유치원 1학급
- 2010년 2월 11일: 제3회 74명 졸업
- 2010년 3월 1일: 18학급 편성, 병설유치원 1학급
- 2011년 2월 10일: 제4회 78명 졸업
- 2011년 3월 1일: 19학급 편성, 병설유치원 1학급
- 2013년 2월 14일: 제6회 80명 졸업
- 2013년 3월 1일: 23학급 편성, 병설유치원 1학급
- 2014년 3월 1일: 25학급 편성, 병설유치원 1학급
- 2015년 3월 1일: 26학급 편성, 병설유치원 1학급
- 2017년 3월 1일: 25학급 편성, 병설유치원 1학급
- 2018년 3월 1일: 24학급 편성, 병설유치원 1학급

## 참고 자료
- 신흥초등학교 - 한국교육학술정보원 학교알리미